# Jenny Palmqvist
Jenny Palmqvist (2 de novembro de 1969) é uma árbitra de futebol sueca.

## Biografia
Palmqvist nasceu na Coreia do Sul, mas cresceu como filha de pais adotivos na Suécia. No início de sua carreira, ela trabalhou como gerente de vendas de uma empresa de design de interiores em Alingsås. Desde janeiro de 2009 ela é funcionária da Federação Sueca de Futebol.
Apitou seu primeiro jogo em 1996. Um ano depois, eles já apitou nas primeira e segunda divisão do campeonato sueco feminino. Em Damallsvenskan, a divisão principal, que é utilizado desde 1999. Lá, ela tomou, desde então, a mais de 120 missões.
Um dos pontos altos da carreira foi apitar a final torneio olímpico de futebol feminino em 2004, entre Estados Unidos e Brasil. Vinte minutos antes do término do tempo normal, ela torceu o pé direito. Quando, depois de 90 minutos e um resultado intermediário de 1:1, a prorrogação foi necessária, portanto, sua colega Dianne Ferreira-James a substituiu.
Na Copa do Mundo de Futebol Feminino de 2007, na China, ela pertenceu ao grupo das 14 árbitras da FIFA, entre outras partidas, apitou o jogo preliminar da Alemanha contra a Inglaterra. Em 2008 ela foi nomeada para o torneio de futebol feminino dos Jogos Olímpicos de Pequim. E em 2009 foi seguido por um convite para o Campeonato Europeu na Finlândia. Ele também desempenha um papel importante no futebol internacional. 2009, eles lançaram uma das duas finais da Taça UEFA entre o campeão russo Zvezda, Perm, e os FCR 2001 Duisburg.
Em 2005, ela foi homenageada no seu país como árbitro do ano.